# François Clauzel
Pour les articles homonymes, voir Clauzel.
Pas d'image ? Cliquez ici

a Compétitions nationales et continentales officielles uniquement.

b Matchs officiels uniquement.
François Clauzel, né le 19 mars 1900 à Coursan et mort le 27 octobre 1965 à Béziers, est un joueur international français de rugby à XV évoluant au poste de troisième ligne centre ainsi qu'un dirigeant de rugby à XV.

## Biographie
François Clauzel évolue en club à l'AS Béziers ainsi qu'au RC Narbonne. Il honore sa première cape internationale en équipe de France le 23 février 1924 contre l'Angleterre lors du Tournoi des cinq nations 1924. Il est à nouveau sélectionné lors du même tournoi contre le pays de Galles trois jours plus tard. Sa troisième et dernière sélection est obtenue le 28 février 1925 lors du match contre le pays de Galles dans le cadre du Tournoi des cinq nations. De plus, il est médaillé d'argent aux Jeux olympiques d'été de 1924 se tenant à Paris mais il ne dispute aucun des deux matchs de la compétition,. Après sa carrière de joueur, il devient président de l'AS Béziers de 1950 à 1951.